# Onthophagus vanderblomi
Onthophagus vanderblomi là một loài bọ cánh cứng trong họ Bọ hung (Scarabaeidae).